# Hogesnelheidscamera
Een hogesnelheidscamera is een speciale film- of videocamera, waarbij het aantal beeldjes per seconde (frames per second) dat wordt opgenomen veel hoger ligt dan normaal. Bij afspelen van zo'n opname op normale snelheid zal de beweging in slow motion te zien zijn. De camera wordt vooral gebruikt bij onderzoek naar gebeurtenissen die zich te snel afspelen om met het blote oog waargenomen te worden, tevens worden hogesnelheidscamera's veel gebruikt in commercials en pack shots. Voorbeelden hiervan zijn extreem vertraagde opnames van water/ vloeistof en menselijke bewegingen.
Een normale videocamera neemt videobeelden op met 25 beeldjes per seconde. Televisies gebruiken 25 (PAL) tot 29,97 (NTSC). Hogesnelheidscamera's kunnen echter tot 150.000 beeldjes per seconde opnemen. Deze camera's maken gebruik van CMOS-sensoren, waarvan gegevens razendsnel opgeslagen kunnen worden in RAM-geheugen of op een harde schijf. Met speciale technieken is het zelfs mogelijk om 4,4 biljoen beeldjes per seconde te halen. Met 15.000 beelden per seconde kan 1 seconde film nog vloeiend afgespeeld worden in 10 minuten speelduur. De allersnelste camera's worden gebruikt voor wetenschappelijk en militair onderzoek. Bij autotests/crashtests worden ook hogesnelheidscamera's gebruikt, om beter zichtbaar te maken waar de zwakke punten van de auto zich bevinden of hoe de dummy zich beweegt. Bij sport kunnen de camera's gebruikt worden voor analyse van de techniek van de sporters en voor live weergave van doelpunten of speciale momenten. In de industrie worden hogesnelheidscamera's gebruikt om snelle productieprocessen te bestuderen en zo de machine beter af te stellen.
Een probleem bij hogesnelheidscamera's is de sluitertijd. Er moet een korte sluitertijd gebruikt worden om een hoog aantal beelden per seconde te halen. De sluitertijd kan nooit langer zijn dan de duur van een beeldje, bij 1000 beelden per seconde is de maximale sluitertijd dus al 1/1000 s; bij nog hogere snelheden wordt deze evenredig korter. Hierom zijn lichtsterke objectieven nodig en moet het gefilmde onderwerp fel verlicht worden. De verlichting moet daarnaast flikkervrij zijn, veel lampen die op netspanning branden, zoals fluorescentielampen, gaan 100 keer per seconde aan en uit, wat in vertraagde beelden hinderlijk zichtbaar wordt.
Voorbeelden van fabrikanten van professionele hogesnelheidscamera's zijn Vision Research Inc. (Phantom), IDT, Cyclocam, Photrom, PCO, Fastec Imaging Corporation en Weisscam.
Sinds 2008 zijn er voor de consumentenmarkt fotocamera's van Casio beschikbaar die films tot 1200 beelden per seconde kunnen opnemen in een beperkte resolutie.